# Kissasaari (ö i Mellersta Finland, Jämsä)
Kissasaari är en ö i Finland. Den ligger i sjön Pitkäjärvi och i kommunen Jämsä i landskapet Mellersta Finland, i den södra delen av landet, 170 km norr om huvudstaden Helsingfors. Öns area är 0,2 hektar och dess största längd är 60 meter i nord-sydlig riktning.